# بیمارستان آناندالوک
بیمارستان آناندالوک (به انگلیسی: Anandalok Hospital) بیمارستانی در هند است.